# Islam Gul
Islam Gul (* in Kabul, Afghanistan) ist ein ehemaliger afghanischer Fußballfunktionär und -trainer.

## Karriere
Gul war gelernter Sportlehrer und lehrte an der Universität Kabul. Anfang der 1970er Jahre wurde er zum neuen Präsidenten der Afghanistan Football Federation ernannt. Er reorganisierte den Fußball in Afghanistan; so gab es seit 1970/71 wieder einen geregelten Ligafußballbetrieb in der Hauptstadt Kabul. Auch wurde erstmals seit 1959 wieder eine Nationalmannschaft für internationale Länderspiele organisiert; 1975 nahm die Mannschaft an der AM-Qualifikation 1976 teil. Auch in den folgenden Jahren versuchte sich Afghanistan an der Qualifikation, jedoch erfolglos. Kurzzeitig übernahm Gul im Jahr 1979 selbst das Amt des Nationaltrainers.